# Giro di Calabria 1992
Il Giro di Calabria 1992, quinta edizione della corsa, si svolse dal 14 al 16 aprile 1992 su un percorso totale di 526 km, ripartiti su 3 tappe. La vittoria fu appannaggio dell'italiano Marco Saligari, che completò il percorso in 13h16'34", precedendo i connazionali Michele Coppolillo e Franco Chioccioli.

## Tappe
| Tappa  | Data      | Percorso                        | km  | Vincitore di tappa | Leader cl. generale |
| ------ | --------- | ------------------------------- | --- | ------------------ | ------------------- |
| 1ª     | 14 aprile | Siderno > Amantea               | 177 | Asjat Saitov       | Asjat Saitov        |
| 2ª     | 15 aprile | Amantea > Melito di Porto Salvo | 194 | Asjat Saitov       | Asjat Saitov        |
| 3ª     | 16 aprile | Gioia Tauro > Gambarie          | 155 | Marco Saligari     | Marco Saligari      |
| Totale | Totale    | Totale                          | 526 |                    |                     |

## Dettagli delle tappe

### 1ª tappa
- 14 aprile: Siderno > Amantea – 177 km

Risultati
| Pos. | Corridore     | Squadra    | Tempo    |
| ---- | ------------- | ---------- | -------- |
| 1    | Asjat Saitov  | Kelme      | 4h11'02" |
| 2    | Adriano Baffi | Ariostea   | s.t.     |
| 3    | Fabio Baldato | GB-MG Boys | s.t.     |

| Pos. | Corridore    | Squadra | Tempo |
| ---- | ------------ | ------- | ----- |
| 1    | Asjat Saitov | Kelme   | ?     |

### 2ª tappa
- 15 aprile: Amantea > Melito di Porto Salvo – 194 km

Risultati
| Pos. | Corridore         | Squadra       | Tempo    |
| ---- | ----------------- | ------------- | -------- |
| 1    | Asjat Saitov      | Kelme         | 4h55'05" |
| 2    | Stefano Allocchio | Italbonifica  | s.t.     |
| 3    | Silvio Martinello | Mercatone Uno | s.t.     |

| Pos. | Corridore    | Squadra | Tempo |
| ---- | ------------ | ------- | ----- |
| 1    | Asjat Saitov | Kelme   | ?     |

### 3ª tappa
- 16 aprile: Gioia Tauro > Gambarie – 155 km

Risultati
| Pos. | Corridore          | Squadra      | Tempo    |
| ---- | ------------------ | ------------ | -------- |
| 1    | Marco Saligari     | Ariostea     | 4h10'30" |
| 2    | Michele Coppolillo | Italbonifica | s.t.     |
| 3    | Franco Chioccioli  | GB-MG Boys   | s.t.     |

## Classifiche finali

### Classifica generale
| Pos. | Corridore          | Squadra                          | Tempo     |
| ---- | ------------------ | -------------------------------- | --------- |
| 1    | Marco Saligari     | Ariostea                         | 13h16'34" |
| 2    | Michele Coppolillo | Italbonifica                     | a 1"      |
| 3    | Franco Chioccioli  | GB-MG Boys Maglificio-Bianchi    | a 2"      |
| 4    | Andrea Ferrigato   | Ariostea                         | a 3"      |
| 5    | Julio César Cadena | Kelme                            | s.t.      |
| 6    | Miguel Arroyo      | GB-MG Boys Maglificio-Bianchi    | ?         |
| 7    | Leonardo Sierra    | ZG Mobili-Selle Italia           | ?         |
| 8    | Roberto Gusmeroli  | GB-MG Boys Maglificio-Bianchi    | ?         |
| 9    | Asjat Saitov       | Kelme                            | ?         |
| 10   | Enrico Zaina       | Mercatone Uno-Zucchini-Medeghini | ?         |